# Susan Sallis
Susan Diana Sallis (ur. 7 listopada 1929 w Gloucestershire, zm. 2020) – brytyjska powieściopisarka, autorka kilkudziesięciu powieści dla dorosłych i młodych czytelników. Trzy powieści (Behind the Mask 1980, Thunder in the Hills 1981, Mary Mary 1982) wydała pod swoim panieńskim nazwiskiem Susan Meadmore. 
Ukończyła studium nauczycielskie (College of Education) w Bristolu i nauczała w szkole podstawowej od 1969 do 1974.

## Twórczość
Akcja jej wielu książek umiejscowiona jest w West Country, gdzie mieszkała ze swoją rodziną.
Niektóre powieści (Sweet Frannie 1978, An Open Mind 1981, Time of Arrival 2002) pokazują w sposób pozbawiony sentymentalizmu życie osób niepełnosprawnych.
Motyw kolei pojawiający się w niektórych z jej powieści (np. No Time At All 1994, Time of Arrival 2002) związany jest z faktem, że jej ojciec, dziadek i mąż byli kolejarzami.